# Good Book, and amenities of nature, or annals of historical and natural sciences
Good Book, and amenities of nature, or annals of historical and natural sciences (abreviado Good Book) es un libro con descripciones botánicas que fue escrito por el polímata, naturalista, meteorólogo, y arqueólogo estadounidense de origen franco-germano-italiano, Constantine Samuel Rafinesque y publicado en Filadelfia en el año 1840.